# Loïc Rémy
Loïc Rémy (Rillieux-la-Pape, 1987. január 2. –) martinique-i származású francia labdarúgó.

## Pályafutása

### Klubcsapatokban

#### Olympique de Marseille
Rémy 2010. augusztus 19-én 5 éves szerződést kötött a Marseille csapatával.

#### Queens Park Rangers
Rémy 2013 januárjában elfogadta az angol Queens Park Rangers ajánlatát és a szinte reménytelen helyzetben lévő londoni gárdához szerződött. Az idény végén a QPR tulajdonképpen simán kiesett, de a csatár megtalálta a számítását a klubnál, tizennégy mérkőzésen hat gólt szerzett, ami megfelelő ajánlólevél volt a francia labdarúgókat előszeretettel alkalmazó Newcastle Unitedbe.

#### Newcastle United
2013 augusztus elején került a "szarkákhoz", ahol Alan Pardew menedzsere a támadó részleg feljavulását várta tőle, ám az első forduló előtt rögtön megsérült Rémy, így nem játszhatott a Manchester City ellen egy húzódás miatt.

### A válogatottban
Rémy 24-szeres felnőtt válogatott, első meccsét Nigéria ellen játszotta 2009. június 2-án. Azóta 5 gólt is szerzett hazája színeiben.

## Magánélete
Rémy a szaúd-arábiai labdarúgó, Abbas Shengeeti unokatestvére.

## Statisztika
Utoljára frissítve: 2010. augusztus 20.
| Klub              | Szezon    | Ligue 1 | Ligue 1 | Coupe de France | Coupe de France | Coupe de la Ligue | Coupe de la Ligue | Európai kupaporond | Európai kupaporond | Egyéb | Egyéb | Összesen | Összesen |
| Klub              | Szezon    | Meccs   | Gól     | Meccs           | Gól             | Meccs             | Gól               | Meccs              | Gól                | Meccs | Gól   | Meccs    | Gól      |
| ----------------- | --------- | ------- | ------- | --------------- | --------------- | ----------------- | ----------------- | ------------------ | ------------------ | ----- | ----- | -------- | -------- |
| Lyon              | 2006–07   | 6       | 0       | 0               | 0               | 0                 | 0                 | 1                  | 0                  | 0     | 0     | 7        | 0        |
| Lyon              | 2007–08   | 6       | 0       | 0               | 0               | 1                 | 0                 | 1                  | 0                  | 0     | 0     | 8        | 0        |
| Lyon              | 2006–2008 | 12      | 0       | 0               | 0               | 1                 | 0                 | 2                  | 0                  | 0     | 0     | 15       | 0        |
| Lens (kölcsönben) | 2007–08   | 10      | 3       | 0               | 0               | 2                 | 1                 | 0                  | 0                  | 0     | 0     | 12       | 4        |
| Nice              | 2008–09   | 32      | 11      | 1               | 0               | 3                 | 0                 | 0                  | 0                  | 0     | 0     | 36       | 11       |
| Nice              | 2009–10   | 36      | 14      | 1               | 1               | 1                 | 1                 | 0                  | 0                  | 0     | 0     | 38       | 16       |
| Nice              | 2010–11   | 2       | 1       | 0               | 0               | 0                 | 0                 | 0                  | 0                  | 0     | 0     | 2        | 1        |
| Nice              | 2008–2010 | 68      | 26      | 2               | 1               | 4                 | 1                 | 0                  | 0                  | 0     | 0     | 76       | 28       |
| Marseille         | 2010–11   | 0       | 0       | 0               | 0               | 0                 | 0                 | 0                  | 0                  | 0     | 0     | 0        | 0        |
| Összesen          | 2006–     | 90      | 29      | 2               | 1               | 7                 | 2                 | 2                  | 0                  | 0     | 0     | 101      | 32       |

### A válogatottban
| Franciaország | Franciaország | Franciaország |
| Év            | Mérk.         | Gólok         |
| ------------- | ------------- | ------------- |
| 2009          | 1             | 0             |
| 2010          | 5             | 1             |
| 2011          | 11            | 3             |
| 2013          | 4             | 0             |
| 2014          | 9             | 3             |
| Összesen      | 30            | 7             |

## Sikerei, díjai

### Klubcsapatokban
Lyon
- Francia bajnok: 2006-07
- Francia szuperkupa-győztes: 2006, 2007

 Marseille
- Francia ligakupa-győztes: 2010-11, 2011-12
- Francia szuperkupa-győztes: 2011

 Chelsea
- Angol bajnok: 2014–15
- Angol ligakupa-győztes: 2014–15[4]

### A válogatottban
Franciaország U20
- Touloni Ifjúsági Torna-győztes: 2007[5]

### Egyéni
- Newcastle United FC Az év játékosa: 2013–14[6]
- UNFP-díjak Az év gólja: 2018–19[7]

## Fordítás
- Ez a szócikk részben vagy egészben  a   Loïc Rémy című angol Wikipédia-szócikk fordításán alapul.  Az eredeti cikk szerkesztőit annak laptörténete sorolja fel. Ez a jelzés csupán a megfogalmazás eredetét és a szerzői jogokat jelzi, nem szolgál a cikkben szereplő információk forrásmegjelöléseként.

## További információ(k)

#### Közösségi platformok
- Loïc Rémy az Instagramon

#### Egyéb weboldalak
- Loïc Rémy adatlapja a Transfermarkt oldalán (angolul)
- Loïc Rémy adatlapja a Soccerway oldalon (angolul)
- Loïc Rémy adatlapja a National Football Teams oldalán (angolul)
- Loïc Rémy adatlapja a Premier League oldalán (angolul)
- Loïc Rémy adatlapja a Francia labdarúgó-szövetség oldalán (franciául)
- Loïc Rémy adatlapja a Török labdarúgó-szövetség oldalán (törökül)
- Loïc Rémy – a FIFA adatbázisában (angolul)
- Loïc Rémy az UEFA adatbázisában (angolul)
- Rémy adatlapja a Marseille oldalán
- Loïc Rémy Statisztika